# Кейн, Дин
Дин Кейн (англ. Dean Cain), при рождении Дин Джордж Танака (англ. Dean George Tanaka; род. 31 июля 1966, Маунт-Клеменс, Мичиган) — американский актёр, известный по роли Кларка Кента в американском телесериале «Лоис и Кларк: Новые приключения Супермена».

## Биография
Дин Джордж Танака родился 31 июля 1966 года в Маунт-Клеменс в штате Мичиган в семье актрисы Шэрон Томас (род. 3 июня 1946 года) и военнослужащего армии США Роджера Танака. В жилах Кейна течёт японская (от дедушки по отцовской линии), франкоканадская, ирландская и валлийская кровь. У Дина есть старший брат Роджер, ставший музыкантом. Родители будущего актёра развелись ещё до его рождения. Много позже, когда Кейн стал популярен, Роджер в интервью журналу «National Enquirer» сказал, что Шэрон ушла от него, когда он был на войне во Въетнаме. В январе 2001 года Дин опроверг всё это, заявив, что его отец никогда не участвовал в этой войне, и что причина развода была в том, что он изменил Шэрон.
В 1969 году его мать вышла замуж за режиссёра Кристофера Кейна (род. 29 октября 1943 года), который усыновил Дина и Роджера. Семья переехала в Малибу, штат Калифорния. В 1973 году у пары родилась дочь — актриса Крисинда Кейн. В школьные годы Дин активно занимался спортом. Он играл за школьную бейсбольную команду вместе с братьями Чадом и Робом Лоу, и Чарли Шином, которые также были его одноклассниками. Дин окончил школу в 1984 году, ему предложили спортивные стипендии 17 университетов, но он выбрал Принстон. В Принстоне он был капитаном волейбольной команды, а также играл защитником в команде по американскому футболу, где он совершил 12 перехватов за один сезон. Он также был членом братства Zeta Psi. Кейн окончил Принстон в 1988 году со степенью бакалавра по истории.

## Карьера
Сразу после окончания университета Дин подписал контракт с командой Национальной футбольной лиги «Баффало Биллс». Но травма колена, полученная на тренировочном сборе, оборвала его ещё не начавшуюся спортивную карьеру. Сначала он начал писать сценарии, затем сниматься на телевидении, появляясь в рекламе и в популярных телевизионных шоу, таких как «Ложные слухи», «Другой мир», «Беверли-Хиллз, 90210». В 1993 году Кейн получил известность благодаря роли Супермена в телесериале «Лоис и Кларк: Новые приключения Супермена», съемки которого закончились в 1997 году.
В 1998 году Дин открыл продюсерскую компанию Angry Dragon Entertainment, которая продюсировала телесериал «Шоу Рипли: Хотите верьте, хотите нет!» (1999) канала TBS Superstation. Он также снялся в нескольких фильмах, включая «Клуб разбитых сердец: Романтическая комедия» (2000), «Вне времени» (2003), «Миллиарды Бейли» (2004). В 2004 году он сыграл роль Скотта Питерсона в фильме «Идеальный муж: История Лейси Питерсон», основанном на реальных событиях. Он также периодически появлялся в сериале «Лас-Вегас» в роли Кейси Мэннинга. В качестве приглашенной звезды Дин снялся в телесериале «Тайны Смолвиля», сыграв роль бессмертного доктора Кёртиса Нокса.

## Личная жизнь
Во время учёбы в Принстоне Дин два года встречался с актрисой Брук Шилдс, которая была на год старше него.
В 1997 году он начал встречаться с кантри-певицей Минди Маккриди и в начале 1998 года пара объявила о помолвке, но в июле этого же года они разошлись.
В 1999 году в прессе появилась новость о беременности давней подруги Дина — модели Саманты Торрес. Пара решила не сходиться, а разделить опеку над ребёнком. 11 июня 2000 года на свет появился Кристофер Дин Кейн, которого Дин назвал в честь отчима.

## Избранная фильмография
| Год       |    | Русское название                            | Оригинальное название                        | Роль                     |
| --------- | -- | ------------------------------------------- | -------------------------------------------- | ------------------------ |
| 1990      | с  | Жизнь продолжается                          | Life Goes On                                 | Кимо                     |
| 1992      | с  | Другой мир                                  | A Different World                            | Эдди                     |
| 1992      | ф  | Чудо-пляж                                   | Miracle Beach                                | игрок в волейбол         |
| 1992      | с  | Беверли-Хиллз, 90210                        | Beverly Hills, 90210                         | Рик                      |
| 1993—1997 | с  | Лоис и Кларк: Новые приключения Супермена   | Lois & Clark: The New Adventures of Superman | Кларк Кент / Супермен    |
| 1998      | тф | Спорт будущего                              | Futuresport                                  | Тре Рамзи                |
| 1999      | с  | Остров фантазий                             | Fantasy Island                               | Сэм Кеннеалли            |
| 2000      | ф  | Клуб разбитых сердец: Романтическая комедия | The Broken Hearts Club: A Romantic Comedy    | Коул                     |
| 2001      | с  | Журнал мод                                  | Just Shoot Me!                               | Крис Уильямс             |
| 2001      | ф  | Крысиные бега                               | Rat Race                                     | Шон Кент                 |
| 2002      | с  | Фрейзер                                     | Frasier                                      | Рик                      |
| 2003      | в  | Истребитель драконов                        | Dragon Fighter                               | капитан Дэвид Карвер     |
| 2003      | ф  | Вне времени                                 | Out of Time                                  | Крис Харрисон            |
| 2003—2004 | с  | Женская бригада                             | The Division                                 | инспектор Джек Эллис     |
| 2004      | ф  | После апокалипсиса                          | Post Impact                                  | капитан Том Паркер       |
| 2005      | с  | Королева экрана                             | Hope & Faith                                 | Ларри Уокер              |
| 2005      | с  | Закон и порядок: Специальный корпус         | Law & Order: Special Victims Unit            | доктор Майк Джергенс     |
| 2005—2006 | с  | Лас-Вегас                                   | Las Vegas                                    | Кейси Мэннинг            |
| 2006      | тф | Заражение: Вирус смерти                     | Dead & Deader                                | лейтенант Бобби Куинн    |
| 2007      | с  | Тайны Смолвиля                              | Smallville                                   | Кертис Нокс              |
| 2007      | с  | C.S.I.: Место преступления Майами           | CSI: Miami                                   | Роджер Партни            |
| 2009      | с  | Красавцы                                    | Entourage                                    | в роли самого себя       |
| 2010      | в  | Безудержная                                 | Abandoned                                    | Кевин Питерсон           |
| 2010      | ф  | Завтрак в постель                           | Bed & Breakfast                              | Джек Салливан            |
| 2011      | ф  | 5 дней в августе                            | 5 Days of War                                | Крис Бейлот              |
| 2011      | с  | Чёрная метка                                | Burn Notice                                  | Райан Пьютербо           |
| 2012      | с  | Мыслить как преступник                      | Criminal Minds                               | Кертис Бэнкс             |
| 2012      | с  | Не верь с*** из квартиры 23                 | Don’t Trust the B---- in Apartment 23        | в роли самого себя       |
| 2013      | мф | Сказание о принцессе Кагуя                  | かぐや姫の物語                               | Микадо                   |
| 2013—2018 | с  | Зажигай!                                    | Hit the Floor                                | Пит Дэвенпорт            |
| 2014      | ф  | Бог не умер                                 | God’s Not Dead                               | Марк Шелли               |
| 2015      | ф  | Вендетта                                    | Vendetta                                     | Мейсон Денверс           |
| 2015—2017 | с  | Супергёрл                                   | Supergirl                                    | доктор Джеремайя Денверс |
| 2018      | ф  | 2050                                        | 2050                                         | Максвелл                 |
| 2019      | ф  | Джей в Голливуде                            | Madness in the Method                        | в роли самого себя       |

## Награды
- Орден Почёта (5 марта 2018 года, Армения) — за значительный вклад в международное признание Геноцида армян и предотвращение геноцидов и преступлений против человечества[9]